# Angelo Scola
Angelo Scola (ur. 7 listopada 1941 w Malgrate) – włoski duchowny rzymskokatolicki, doktor filozofii i teologii, biskup diecezjalny Grosseto w latach 1991–1995, rektor Papieskiego Uniwersytetu Laterańskiego w latach 1995–2002, patriarcha Wenecji w latach 2002–2011, wielki przeor na Veneto z Zakonu Rycerskiego Grobu Bożego w Jerozolimie w latach 2002–2011, przewodniczący Konferencji Episkopatu Triveneta w latach 2002–2011, kardynał prezbiter od 2003, administrator apostolski sede vacante diecezji Treviso w latach 2009–2010, arcybiskup metropolita Mediolanu w latach 2011–2017, przewodniczący Konferencji Biskupów Lombardzkich w latach 2011–2017, od 2017 arcybiskup senior archidiecezji Mediolanu.

## Życiorys
Studiował na Katolickim Uniwersytecie Najświętszego Serca w Mediolanie (obronił doktorat z filozofii w 1967) oraz w seminariach w Saronno i Venegono koło Mediolanu. Święcenia kapłańskie przyjął 18 lipca 1970 w Mediolanie z rąk biskupa Teramo-Atri Abele Coniglego. Kontynuował studia w Szwajcarii, obronił doktorat z teologii na uniwersytecie we Fryburgu na podstawie pracy o Tomaszu z Akwinu. Przez pewien czas przebywał w Monako i Francji, po powrocie do Włoch działał w ruchu Communione e Liberazione ks. Luigiego Giussaniego. Wykładał na uniwersytecie we Fryburgu, a także w Instytucie Badań nad Małżeństwem i Rodziną im. Jana Pawła II przy Papieskim Uniwersytecie Laterańskim w Rzymie.
20 lipca 1991 został mianowany biskupem diecezjalnym Grosseto. Sakry biskupiej udzielił mu 21 września 1991 prefekt Kongregacji ds. Biskupów kardynał Bernardin Gantin. Po czterech latach pracy w diecezji zrezygnował i przeszedł do Kurii Rzymskiej. Był rektorem magnifico Papieskiego Uniwersytetu Laterańskiego oraz prezydentem Instytutu Badań nad Małżeństwem i Rodziną. 5 stycznia 2002 zastąpił kardynała Marca Cé na urzędzie patriarchy Wenecji.
W październiku 2003 Jan Paweł II wyniósł go do godności kardynalskiej, nadając tytuł prezbitera SS. XII Apostoli. Mianowany został relatorem generalnym XI sesji zwykłej Światowego Synodu Biskupów, planowanej w Watykanie na październik 2005.
28 czerwca 2011 zastąpił emerytowanego kardynała Dionigiego Tettamanziego na stanowisku arcybiskupa metropolity Mediolanu. Ingres odbył się 25 września 2011. 7 lipca 2017 papież Franciszek przyjął jego rezygnację z zajmowanego urzędu.
Był wymieniany w gronie faworytów do następstwa (tzw. papabile) po zmarłym w kwietniu 2005 Janie Pawle II oraz ponownie po rezygnacji z urzędu Benedykta XVI w lutym 2013. 7 listopada 2021 w związku z ukończeniem 80 lat stracił prawo do udziału w przyszłych konklawe.
9 grudnia 2010 otrzymał doktorat honoris causa Katolickiego Uniwersytetu Lubelskiego Jana Pawła II.

## Publikacje
- Osoba ludzka: antropologia teologiczna (tłum. i oprac. Lucjan Balter), Pallottinum, Poznań 2005, ISBN 83-70145-12-4
- Angelo Scola, Giovanni Reale Dialog o wartości człowieka (tłum. Edward Iwo Zieliński), Centrum Myśli Jana Pawła II, Warszawa 2009, ISBN 978-83608-53-52-8
- Doświadczenie człowieka: u źródeł nauczania Jana Pawła II (tłum. Patrycja Mikulska), Instytut Jana Pawła II KUL, Lublin 2010, ISBN 978-83925-20-25-2
- Warto żyć we wspólnocie : religia, polityka, ekonomia (tłum. Marcin Masny), Wydawnictwo Archidiecezji Lubelskiej „Gaudium”, Lublin 2015, ISBN 978-83-75482-29-4